# Педурень (Муреш)
Педурень, Педурені (рум. Pădureni) — село у повіті Муреш в Румунії. Входить до складу комуни Горнешть.
Село розташоване на відстані 267 км на північний захід від Бухареста, 15 км на північний схід від Тиргу-Муреша, 86 км на схід від Клуж-Напоки, 129 км на північний захід від Брашова.

## Населення
За даними перепису населення 2002 року у селі проживали 454 особи. Рідною мовою 451 особа (99,3%) назвала угорську.
Національний склад населення села:
| Національність | Кількість осіб | Відсоток |
| -------------- | -------------- | -------- |
| угорці         | 448            | 98,7%    |
| румуни         | 6              | 1,3%     |